# Alte Burg Battenberg
Die Burg Battenberg, auch als Battenburg und ab 1732 als Alte Burg bezeichnet, war eine frühmittelalterliche Spornburg am nördlichen Rand der Altstadt von Battenberg im nordhessischen Landkreis Waldeck-Frankenberg.

## Geographische Lage
Die Burg befand sich 355 m über NHN auf einem nordöstlichen Sporn des Kellerbergs, des Battenberger Burgbergs, über dem Tal der nordöstlich in etwa 500 m Entfernung vorbeifließenden Eder. In unmittelbar südlicher Nachbarschaft der nahezu vollkommen verschwundenen Burg befindet sich seit 1732 die sogenannte Neuburg, gelegentlich auch als Schloss Battenberg bezeichnet, in der seit 1971 die Stadtverwaltung ihren Sitz hat.

## Heutiger Zustand
Das ehemalige Areal der Alten Burg ist mit dem heutigen evangelischen Pfarr- und Gemeindehaus (Hauptstraße 65) mitsamt deren Nebenanlagen überbaut. Heute ist nur noch ein Kellergewölbe der ehemaligen Vorburg erhalten, und ein Teil der bruchsteinernen Ringmauer der Alten Burg begrenzt noch heute den Hof der Neuburg an dessen Nordseite.

## Geschichte
Die Burg wurde wahrscheinlich im 11. Jahrhundert erbaut, möglicherweise unter Einbeziehung von Teilen einer Vorgängeranlage aus karolingischer Zeit, die wahrscheinlich Sitz vom König eingesetzter Amtsgrafen oder Amtswalter war. Erst für 1386 sind der Bau eines Turms und einer Ringmauer um die ovale Burganlage mit dem unterkellerten, dreistöckigen Herrenhaus und mehreren Wirtschaftsgebäuden belegt. Zum Kellerberg hin befand sich ein tiefer und breiter Halsgraben, der wohl bereits im 18. Jahrhundert verfüllt wurde, um Platz zum Bau eines Schulhauses zu schaffen, und zur Stadt hin gab eine um die 10 Meter hohe und mehr als zwei Meter dicke Schildmauer Schutz, deren einziges Tor von einem hohen Torturm überragt wurde. Erbauer waren vermutlich die Gisonen, die von der etwa 12 km weiter südlich gelegenen Burg Hollende bei Wetter hierher vordrangen. Die Burg wurde im Jahre 1214 erstmals urkundlich erwähnt, als die Grafen von Wittgenstein die benachbarte kleine Grafschaft Battenberg in ihren Besitz brachten. Ob es Werner I. von Wittgenstein (* um 1150; † vor 1215) oder erst sein Sohn Werner II. von Battenberg war, ist unklar. Die neuen Herren begannen sehr bald mit dem Bau der 1227 bei ihrer Lehensauftragung an den Ludowinger Landgrafen Heinrich Raspe IV. erstmals erwähnten Kellerburg auf dem 464 m hohen Burgberg (Kellerberg) oberhalb von Battenberg, und bereits Widekind I. (Widukind), der bis 1238 regierte, verlegte seinen Wohnsitz aus der Alten Burg auf dem hohen Talrand in die wesentlich größere Kellerburg.
Bereits 1238 verkauften Widekinds I. Söhne Werner III., Siegfried I. und Widekind II. die Hälfte der Grafschaft Wittgenstein und Battenberg – und somit auch die Hälfte der Burg Battenberg – an den Mainzer Erzbischof Siegfried III. und die Alte Burg wurde daraufhin Amtssitz eines Mainzer Amtswalters.
Noch im gleichen Jahr teilten die Brüder das verbliebene väterliche Erbe, wobei Siegfried I. die (verbliebene halbe) Grafschaft Wittgenstein und Widukind II. die verbliebene Hälfte der Grafschaft Battenberg erhielt, während Werner III. in den Deutschen Orden eintrat. Spätestens ab 1286 beteiligte Widukind II. seinen Sohn Hermann II. an der Regierung der Grafschaft Battenberg, und im Sommer 1291 übergab er altersbedingt die Herrschaft an seinen Sohn. Dieser hatte sich bereits 1282 in einer Fehde auf die landgräfliche Seite geschlagen, was Erzbischof Gerhard II. zum Anlass nahm, ihn im Jahre 1291 zum Verkauf einer Hälfte der schon 1238 erheblich verkleinerten Grafschaft Battenberg zu zwingen. 1296 verkaufte Hermann II. auch den Rest seiner Grafschaft an Mainz und das Gebiet wurde nunmehr als mainzisches Amt Battenberg verwaltet, mit der Alten Burg als Amtssitz. Das Amt war allerdings zumindest ab Mitte des 14. Jahrhunderts nahezu immer an Dritte verpfändet, darunter die Grafen von Nassau und von Waldeck, die Herren von Lißberg, von Dersch, Schutzbar genannt Milchling und von Biedenfeld.
Auch als das Amt Battenberg im Jahre 1464 durch Erzbischof Adolf II. für 30.000 Gulden an den Landgrafen Heinrich III. von Oberhessen verpfändet wurde, blieb die Alte Burg Amtshaus; allerdings musste Heinrich III. erst noch die inzwischen (wohl an die Grafen von Waldeck) verpfändeten Burgen Battenberg und Kellerburg für 22.000 Gulden einlösen.
Mit dem Merlauer Vertrag im September 1583 verzichtete Kurmainz endgültig auf die gesamte Battenberger Pfandschaft, die damit an Hessen-Marburg kam, und 1590 kaufte Ludwig IV. von Hessen-Marburg die Alte Burg von der Familie der ehemaligen Rentmeister Hans/Johannes Grebe und Ludwig Grebe, Mainzer Pfandinhaber. Nach Landgraf Ludwigs IV. Tod 1604 kam die Alte Burg mit dem Amt Battenberg zunächst an die Landgrafschaft Hessen-Kassel, dann 1624 an die Landgrafschaft Hessen-Darmstadt. Bis zum Bau eines neuen Amtshauses (heute: Hofstatt 5) im Jahre 1678 blieb das Alte Schloss Sitz des örtlichen Amtmanns bzw. Rentmeisters. Danach dienten die Burg und ihre Nebengebäude zwar weiterhin der landgräflichen Verwaltung, sowie auch als Wohnung des Burgpfarrers, verfielen aber zunehmend wegen Vernachlässigung.
Den Landgrafen war auch das neue Amtshaus bei ihren Jagdaufenthalten bald nicht komfortabel genug und daher wurde 1732 ein neues Jagdschloss, die sogenannte Neuburg, unmittelbar südwestlich der Alten Burg über dem Hang zur Eder erbaut. Um Platz für den Neubau zu schaffen, wurde vermutlich der ehemalige Burgmannensitz der Herren von Dersch abgerissen. Das dreistöckige Herrenhaus der Burg wurde etwa 1740 abgebrochen und durch einen kleineren Fachwerkbau ersetzt. Die verbliebenen Gebäude der alten Burg dienten danach nur noch als Wirtschafts- und Nebengebäude der Neuburg. 1774 wurden sie vermietet und 1779 wurden diese inzwischen baufällig gewordenen Bauten an die evangelische Kirchengemeinde Battenberg verkauft und abgebrochen. Auf den Grundmauern der ehemaligen Burg wurde 1780 ein neues Pfarrhaus errichtet, das dann in den Jahren 1967 bis 1973 dem heutigen Pfarr- und Gemeindehauskomplex wich.